# Johann von Grant
Johann von Grant (ur. 1710, zm. 12 grudnia 1764) był królewskim pruskim generałem majorem, dowódcą Pułk fizylierów 44 i dowódcą Twierdzy Nysa.
Pochodził ze Szkocji i początkowo służył w rosyjskiej służbie i był adiutantem feldmarszałka Petera von Lacy. Tam został przeszkolony, a następnie polecony królowi pruskiemu Fryderykowi II. Feldmarszałek James Keith i Robert Keith przenieśli się z nim z Ludquhairn do Prus, to zaprowadziło go do służby jako kapitana we wrześniu 1747 roku i został adiutantem. W 1754 został awansowany do stopnia majora. Na początku wojny siedmioletniej w latach 1756 i 1757 był w armii królewskiej. Po bitwie praskiej został wysłany do Londynu, aby zawieźć wieści o zwycięstwie. Król Fryderyk II był zachwycony i dał okazicielowi 1000 funtów szterlingów, złote pudełko i złoty miecz. 28-go maja 1757 udał się z Londynu z powrotem do armii królewskiej. W styczniu 1758 awansowany na podpułkownika, a w grudniu 1758 do stopnia pułkownika. 14 marca 1759 otrzymał nominację na Generała Majora i został komendantem Nysy. W lutym 1760 otrzymał dowodzenie Pułku fizylierów 44. Nigdy nie dowodził pułkiem osobiście, z powodu pozostania na Śląsku. Wiosną 1761 r. negocjował wymianę jeńców między Prusami a Austriakami, ale negocjacje zakończyły się niepowodzeniem. Następnie zajął się wyraźnie naprawą Twierdzy Nysa. Zmarł nieżonaty w grudniu 1764 r. w Nysie, gdzie został pochowany na cmentarzu.

## Ciekawostki
Podczas powrotu z Londynu utknął w Stade  na 14 dni. Spotkał tam kilku oficerów alianckich, których namówił, by zaciągneli się u króla pruskiego, a następnie wstąpili do armii pod dowództwem Ferdynanda księcia Brunszwiku-Wolfenbüttel by razem z nim walczyć z Francuzami. Gdy posłowie chcieli udać się do króla, król początkowo odmówił ich przyjęcia. Posłowie już mieli odejść, kiedy zmienił zdanie i ostatecznie przyjął oficerów. Werbunek przeszedł do historii w kierunku późniejszej promocji Granta.

## Literatura
- Anton Balthasar König: . In: . Band II. Arnold Wever, Berlin 1789, S. 65–66 (Johann von Grant in der Google-Buchsuche, Nachtrag in Band IV, 1791, S. 378–379 in der Google-Buchsuche).
- Nowy historyczny leksykon dłoni. 1800, s. 669, zdigitalizowane
- Julius Mebes : Przyczyny do historii państwa i armii brandenbursko-pruskiej. 1861, s. 497, zdigitalizowane
- Ogólna Encyklopedia Nauki i Sztuki. 1. Sekcja, tom 88, 1868, s. 4, zdigitalizowana
- Leopold von Ledebur : Leksykon szlachecki monarchii pruskiej. Tom 1, 1854, s. 281, zdigitalizowany